# Macchiagodena
Macchiagodena – miejscowość i gmina we Włoszech, w regionie Molise, w prowincji Isernia.
Według danych na rok 2004 gminę zamieszkiwało 1961 osób, 57,7 os./km².